# Erasmo Lucido
Erasmo Lucido (Isola delle Femmine, 18 febbraio 1957) è un ex calciatore italiano, di ruolo centrocampista.

## Carriera
Ha disputato 6 incontri in Serie A con le maglie di Bologna e Napoli, andando a segno in occasione del successo del Napoli sulla Roma del 7 ottobre 1979.
Ha inoltre totalizzato 20 presenze e 2 reti in Serie B nelle file della Nocerina.